# Григорівка (станція)
Григо́рівка (до 1959 року Григорівка-Південна) — вузлова проміжна залізнична станція 5 класу Полтавської дирекції Південної залізниці на перетині двох ліній Лохвиця — Бахмач-Пасажирський та Григорівка — Качанівка.
Розташована в селищі Веселе Бахмацького району Чернігівської області між станціями Бахмач-Пасажирський (19 км) та Рубанка (12 км).
Від станції відгалужується залізниця до станції Качанівка (20 км).
На станції зупиняється 1 поїзд міжобласного та поїзди місцевого сполучення, що слідують до станцій Бахмач, Качанівка, Ромодан.

## Історія
Залізнична станція Григорівка-Південна була відкрита 1874 року. Сучасна назва — з 1959 року.
У травні 2016 року на станції проводяться роботи з будівництва до пасажирської платформи пандусу для пасажирів з особливими потребами, які виконуються Кременчуцьким будівельно-монтажним експлуатаційним управлінням (БМЕУ-7) Південної залізниці.